# Vera Petrovna Protasova
Vera Petrovna Protasova, in russo Вера Петровна Протасова?, coniugata Vasil'čikova (in russo Васильчикова?) (1780 – 2 ottobre 1814), è stata una nobildonna russa.

## Biografia
Era la figlia del senatore e governatore della Kaluga, Pëtr Stepanovič Protasov (1730-1791), e di sua moglie, Aleksandra Ivanovna Protasova (1750-1782). Durante l'infanzia perse i genitori, perciò, insieme alle sue sorelle, andarono sotto la tutela della zia Anna Stepanovna Protasova, che era una damigella d'onore di Caterina II.
Diede alle sue nipoti un'ottima educazione tra cui la conoscenze delle lingue straniere, storia nazionale e la religione. Insieme alle sorelle Varvara e Anna, vissero a palazzo e furono nominate damigelle d'onore.

## Matrimonio
Nel 1801 sposò il generale Illarion Vasil'evič Vasil'čikov (1776-1847). Nonostante il fatto che il matrimonio non fu felice, la coppia ebbe due figli:
- Illarion Illarionovič (1805-1862);
- Ekaterina Illarionovna (?-1842), sposò Ivan Dmitrievič Lužin, ebbero quattro figli.

Insieme con le sue sorelle si convertì al cattolicesimo.

## Morte
Morì il 2 ottobre 1814 e fu sepolta nel limite nel sagrato della Chiesa di Santo Spirito di Strupino nel Governatorato di Novgorod.